# Famille de La Garde de Chambonas
La famille de La Garde de Chambonas est une famille de la noblesse française originaire d'Auvergne et du Gévaudan, maintenue noble le 9 novembre 1668. L'un de ses membres François de La Garde, mort sans postérité fut titré marquis de Chambonas par lettres patentes de 1683. Elle s'est éteinte en 1927.
Son nom a été relevé, par décrets de 1994 et 1996 par les familles Azaïs et Rollin, issues des filles de Guy de La Garde de Chambonas (1887-1918), mort pour la France le 30 mai 1918.

## Histoire

### Origines
Cette famille eut pour berceau le château de La Garde Guérin, situé en Gévaudan (Vivarais). Elle possédait dès le XIVe siècle, dans l'ancien diocèse d'Uzès l'importante seigneurie de Chambonas dont elle prit le nom.
Non rattachés
- Arnaud de La Garde, chevalier, qui souscrivit en 1152 avec Guillaume de Randon, la charte d'une donation faite par Pagagne à Bernard-Aton, vicomte de Nîmes et de Béziers, son frère[3].
- Jaules de La Garde, damoiseau seigneur de Chambonas, a ces qualités dans un acte de 1190. Il a celle de chevalier ainsi que Jourdain de la Garde son frère dans l'acte d'un hommage qu'ils firent au roi en 1239 des terres de Chambonas, de Vombes, des Sielves et de Montchamps[2],[3].
- Bernard, Gaillard et Bertrand de La Garde rendent hommage (vendirent) à Raymond VII, comte de Toulouse le 10 juin 1232 en présence de Bernard, comte de Comminges pour la Bastide de Montsalzat[2],[3].
- Pierre de La Garde, co-seigneur de La Garde, rend hommage le 28 janvier 1241 à Guigues-Meschin de Châteauneuf, baron de Randon pour ses fiefs de La Rochette-Herail, Altier, etc et reçoit pour pris de cet hommage la seigneurie de Chabalier et Chabaleyret[4].
- Bertrand de La Garde, chevalier, cède en 1267 sa seigneurie de Chabalier et Chabaleyret à son gendre Pons de La Rivière puis rend hommage à Guillaume de Châteauneuf-Randon du Tournel en 1277[5].

Filiation prouvée
Selon Gustave Chaix d'Est-Ange, la filiation suivie de cette famille remonte à Raymond de La Garde, seigneur de La Garde-Guérin, qui figure dans un acte de vente qu'il passa avec Bertrand de Molette le 18 des calendes de janvier 1237.
Selon Henri Jougla de Morenas, cette famille était connue depuis Gilbert de La Garde  vivant au XIIIe siècle, toutefois la filiation n'est établie d’une façon certaine que depuis Gousselin de La Garde, écuyer, seigneur de Chambonas, déchargé noble en 1396.
En 1668, cette famille bénéficia d'un jugement de maintenue de noblesse lui reconnaissant cette filiation remontant à 1396.

### Branches
La famille de La Garde forma trois branches,:
- Celle des seigneurs de Poujols (branche aînée), « assez obscure »[2], condamnée par deux fois pour usurpation de noblesse et qui s'éteignit au XIXe siècle avec Louis-François de la Garde de Pouzols, dit « le vicomte de Chambonas », colonel d'infanterie en 18?2, maire de Tarbes et conseiller général des Basses-Pyrénées en 1860[2].
- Celle des seigneurs de Chambonas éteinte en 1927.
- Celle des seigneurs de Malbosc, issue d'Antoine de la Garde vivant vers 1520, mais dont on ne trouve point la jonction et qui s'éteignit avec François de la Garde de Malbosc, prêtre, doyen de l'Argentière, décédé en 1775[2]. Cette branche a été maintenue dans la possession des armes de la maison de Chambonas par M. de Bezons intendant de Languedoc le 26 novembre 1668 [3].

### Extinction et reprise du nom en ligne féminine
La famille de La Garde de Chambonas s'est éteinte en 1927 en ligne masculine avec Charles de La Garde de Chambonas dont le fils unique fut tué au combat.
Par décrets du 8 décembre 1994 et du 28 mars 1996 en vertu de la loi de juillet 1923 relative aux "Morts pour la Patrie", la famille Azaïs (issue de Bernard Azaïs, marié à Bibiane de La Garde de Chambonas) et la famille Rollin (issue de Xavier Rollin, marié à Jacqueline de La Garde de Chambonas) furent autorisées à ajouter à leur nom celui de : de La Garde de Chambonnas.
On trouve encore Marie Michel Pierre Chabalier dit « le comte de Chabalier », commandant au 4e régiment de dragons, chevalier de la Légion d'Honneur, relever en 1936 par jugement du tribunal civil de Largentière du nom "de La Garde de Chabalier" , justifiant d'un rameau de la famille de La Garde, seigneurs de Chabalier et ayant pris dès 1264 le nom de Chabalier.

## Personnalités
Non rattachés à la filiation prouvée
- Gaucelin de La Garde, évêque de Lodève puis de Maguelonne au XIIIe siècle (on attribue aussi ce prélat à la famille de La Garde de Saigne et de Saint-Angel)[2].

Filiation prouvée
- Pons de La Garde, évêque de Mende de 1375 à 1387[2].
- Gaucelin de la Garde, chevalier, marié à Philippe de Molette, qui, en raison de son ancienne noblesse, fut déchargé le 20 février 1396 de l'imposition faite sur les non-nobles lors du mariage d'Élisabeth de France avec le roi d'Angleterre. C'est à cet acte de 1396 que le jugement de maintenue de noblesse de 1668 fait remonter la filiation[2],[1].
- Henri de La Garde, seigneur de Chambonas, marié d'abord en 1577 avec Louise de Borne, fille de Pierre, seigneur de Ligonès et de Chambonas, et de Louise d'Audibert de La Farelle, d'où Jacques de La Garde, auteur de la branche ainée de Poujols éteinte vers 1860 et en secondes noces en 1579 à Gabrielle de Molette, fille de Claude, seigneur de Morangiès, et de Françoise de Grimoard du Roure, d'où Antoine, auteur de la branche de Chambonas, éteinte en 1927. Henri de la Garde possédait une maison noble à Chambonas qu'il fit fortifier, et fut un adversaire impitoyable des calvinistes pendant le règne de Louis XIII qui le fit chevalier de l'Ordre de Saint-Michel.
- Antoine de la Garde, seigneur de Chambonas et de Cornillon (fils du précédent), il achète la seigneurie de Chambonas à de la famille de Borne, pour le prix de 1156 livres et 19 sols. Il acheta aussi la seigneurie de la Sablière de Jacques du Roure le 4 mars 1632[12]. Il fut gentilhomme ordinaire de la chambre du roi en 1643 [2].
- Louis-François de la Garde (fils du précédent), marquis de Chambonas en 1683, par lettres patentes de Louis XIV. Mort sans postérité[2],[1].
- Charles-Antoine de La Garde, (1636-1713), (frère du précédent), évêque de Lodève et coadjuteur, puis évêque de Viviers (1692-1713)[13],[14].
- Henri-Joseph de la Garde, dit « le comte de Chambonas », (frère des précédents), premier gentilhomme de la chambre du duc du Maine, épousa en 1895 Marie-Charlotte de Fontanges d'Auberoque, dame d'honneur de la duchesse du Maine, et acquit en 1712 la baronnie de Saint-Félix, au diocèse de Toulouse, qui lui donna entrée aux États du Languedoc[2]
- Scipion de La Garde de Chambonas, marié d'abord en 1722 à Claire-Marie de Ligne, et en secondes noces en 1740 avec Marie de Grimoard de Beauvoir du Roure. Colonel de Cavalerie.
- Scipion Charles Victor Auguste de La Garde de Chambonas[15], né à Chambonas le 15 mai 1750, marié le 4 mai 1774 à Aglaé de Lespinasse-Langeac (1756-1788), dont il se sépara avec beaucoup de scandale pour divergences d'opinions politiques. Passionné de philosophisme, franc-maçon, il animait avec le Duc de Bouillon l'Ordre de la Félicité, un ordre de fantaisie créé par son père, dont ils étaient alternativement grand-maître. Il adhéra aux idées de la Révolution, et devint ministre des affaires étrangères de Louis XVI en 1792, déclara la Patrie en danger à l'Assemblée Nationale, puis émigra à Londres où il contracta d'énormes dettes et fut mis en faillite en 1805, condamné à une amende et à une peine de prison. Il rentra en France à la Restauration après avoir lancé de Londres le 4 mai 1815 un appel aux habitants des Cévennes et du Vivarais à se rallier à Louis XVIII[16]. Il obtint du roi Louis XVIII une pension de 2 000 francs. Selon Chaix d-Estange, il avait vendu au marquis de Chanaleilles sa terre de Chambonas quelques années avant la Révolution[2], toutefois les archives familiales indiquent que cette vente a eu lieu en 1804. Il mourut à Paris complètement ruiné à la maison de retraite de Sainte Périne, alors à Chaillot, le 19 janvier 1830. Il est inhumé au cimetière du Nord (actuel cimetière de Montmartre).
- Auguste-Louis-Charles de la Garde de Chambonas (neveu du précédent), connu pour être l'auteur d'un témoignage sur sa participation (oisive) au Congrès de Vienne, Souvenirs du Congrès de Vienne 1814-1815[17]. Il fut un ami proche de madame de Récamier.
- Alphonse de La Garde de Chambonas, (20 juillet 1778-30 mars 1860), contrôleur des droits réunis à Ambert en Basse-Auvergne, ancien chevalier de Malte[réf. nécessaire], baron de l'Empire[réf. nécessaire],
- Scipion Marie Guy de La Garde de Chambonas, né à Paris le 9 décembre 1887. Engagé volontaire en 1914, blessé en 1915, Croix de guerre 1914-1918 avec palmes et quatre citations, il atteint le grade de sous-lieutenant avec rang de chef de compagnie au 8e régiment de cuirassiers (à l'époque une unité d'infanterie). “Mort pour la France” le 30 mai 1918 à Villers-la-Fosse (près Juvigny, Aisne) sur le champ de bataille où il fut laissé grièvement blessé puis inhumé sur place par l'ennemi. De son mariage en 1913 avec Josèphe-Yvonne Hériard, il n'avait que deux filles : Jacqueline (1914-1992), mariée en 1936 avec Xavier Rollin (1905-1981) et Bibiane (1918-1995), mariée en 1938 avec Bernard Azaïs (1914-1996).

## Armes
Cette famille portait : D'azur au chef d'argent.,

## Titre
- Marquis de Chambonas en 1683, par lettres patentes en faveur de Louis-François de La Garde, décédé sans postérité[2],[1].

## Alliances
Ses principales alliances sont : de Balathier, de La Baume, de Bérard de Montalet, de Borne, de Castrevieille, du Champ de Plantade, de Chauméjan, de Dienne, de Fontanges, de Grimoard de Beauvoir du Roure, Hérail de Brisis, de Larcher, de Lastic-Fournel, de Lespinasse, Liégeard, Hériard, de Ligne, de Molette de Morangiès, de Montmorillon, de Nicolaï, de Dienne, de Rochefort d'Ally, de Foudras, Rochereau, de La Rodde, de Vachier, Rollin, Azaïs, etc.